# Farman F.40
Die Farman F.40 war ein französisches Militärflugzeug.

## Entwicklung
Die Farman F.40, auch als Horace-Farman bezeichnet, erschien Ende 1915 und wurde in Großserie aufgelegt. Der Typ war ein Doppeldecker mit Flügeln ungleicher Spannweite und Druckpropeller. Das Muster stellte eine Mischung aus früheren typischen Entwurfsmerkmalen von Henri Farman (HF.22) und Maurice Farman (MF.11) dar. Die Besatzungsgondel, mittig zwischen Ober- und Unterflügel angeordnet, war stromlinienförmiger als bei früheren Mustern ausgebildet. Das obere Trägerpaar des Heckauslegers nahm ein kantiges Höhenleitwerk auf und die vorn abgerundete einzelne Seitenflosse erinnerte an die Henry-Farman-Serien.
Das Muster fand breite Verwendung in den Aufklärerstaffeln und diente auch als Ausgangsmuster ähnlicher Typen wie der F.41, F.56, F.60 und F.61. Eine mit Raketenprojektilen bewaffnete Variante wurde als F.40P bezeichnet.
Auch der britische Royal Navy Air Service (RNAS) erwarb 50 Maschinen, auch die belgischen und russischen Fliegerkräfte beschafften das Muster, Savoia baute die F.40 für die italienische Luftwaffe in Lizenz.
Anfang 1917 begann die allmähliche Aussonderung der F.40 aus den Frontverbänden, wobei sie auf Nebenkriegsschauplätzen etwas länger im Einsatz blieb. Die italienischen Maschinen wurden sogar noch bis in die zwanziger Jahre im Kolonialdienst verwendet.

## Technische Daten
| Kenngröße             | Daten (Farman F.40 A2)                                   |
| --------------------- | -------------------------------------------------------- |
| Besatzung             | 2                                                        |
| Länge                 | 9,25 m                                                   |
| Flügelspannweite      | 17,60 m                                                  |
| Höhe                  | 3,90 m                                                   |
| Flügelfläche          | 52,00 m²                                                 |
| Leermasse             | 748 kg                                                   |
| maximale Startmasse   | 1120 kg                                                  |
| Triebwerk             | ein Reihenmotor Renault, je 135 PS (99 kW) Startleistung |
| Höchstgeschwindigkeit | 135 km/h in 2000 m                                       |
| Dienstgipfelhöhe      | 4000 m                                                   |
| Flugdauer             | 2 h, 20 min                                              |
| Bewaffnung            | 2 MG 7,7 mm, Bomben                                      |